# Juan Pablo Freytes
Juan Pablo Freytes (Ticino, Argentina; 11 de enero de 2000) es un futbolista argentino. Juega como defensa central y su equipo actual es Fluminense F. C. del Campeonato Brasileño de Serie A.

## Trayectoria
Graduado de las inferiores del Newell's Old Boys, Freytes fue promovido al primer equipo en la temporada 2018-19. Debutó el 16 de febrero de 2019 ante San Lorenzo.
En 2021, Freytes fue cedido al Independiente Rivadavia de la Primera B Nacional. Para la temporada 2023, fue cedido a Unión La Calera de Chile.
A inicios del 2024, fue anunciado como refuerzo del Alianza Lima de Perú, donde llegó a préstamo. Unos meses después, el 23 de septiembre del mismo año, el club blanquiazul que hizo efectiva la opción de compra, haciéndose del pase del jugador hasta diciembre de 2027. En 2024, contratado este año por Alianza Lima, Juan Freytes disputó 40 partidos, anotó cuatro goles y dio cuatro asistencias.
A finales de 2024, fue comprado en definitivo por el Fluminense de Brasil, que adquirió 70% del jugador por un valor de US$ 3,3 millones. Alianza Lima mantuvo un porcentaje y tendrá derecho a una parte del monto en caso de una futura venta. Fluminense es conocido en Brasil por ventas a Europa y a otros continentes.

## Selección nacional
Fue parte de la selección sub-20 de Argentina, aunque no debutó.

## Estadísticas

### Clubes
Actualizado hasta su último partido disputado el 19 de agosto de 2025.
| Club                              | Div.          | Temporada     | Liga  | Liga  | Liga   | Copas nacionales | Copas nacionales | Copas nacionales | Torneos internacionales | Torneos internacionales | Torneos internacionales | Total | Total | Total  |
| Club                              | Div.          | Temporada     | Part. | Goles | Asist. | Part.            | Goles            | Asist.           | Part.                   | Goles                   | Asist.                  | Part. | Goles | Asist. |
| --------------------------------- | ------------- | ------------- | ----- | ----- | ------ | ---------------- | ---------------- | ---------------- | ----------------------- | ----------------------- | ----------------------- | ----- | ----- | ------ |
| Newell's Old Boys Argentina       | 1.ª           | 2018-19       | 5     | 0     | 0      | —                | —                | —                | —                       | —                       | —                       | 5     | 0     | 0      |
| Newell's Old Boys Argentina       | 1.ª           | 2021          | —     | —     | —      | 4                | 0                | 0                | 1                       | 0                       | 0                       | 5     | 0     | 0      |
| Newell's Old Boys Argentina       | Total club    | Total club    | 5     | 0     | 0      | 4                | 0                | 0                | 1                       | 0                       | 0                       | 10    | 0     | 0      |
| Independiente Rivadavia Argentina | 2.ª           | 2021          | 17    | 0     | 1      | —                | —                | —                | —                       | —                       | —                       | 17    | 0     | 1      |
| Independiente Rivadavia Argentina | 2.ª           | 2022          | 34    | 0     | 3      | 2                | 0                | 0                | —                       | —                       | —                       | 36    | 0     | 3      |
| Independiente Rivadavia Argentina | Total club    | Total club    | 51    | 0     | 4      | 2                | 0                | 0                | 0                       | 0                       | 0                       | 53    | 0     | 4      |
| Unión La Calera · Chile           | 1.ª           | 2023          | 24    | 2     | 0      | 2                | 0                | 0                | —                       | —                       | —                       | 26    | 2     | 0      |
| Unión La Calera · Chile           | Total club    | Total club    | 24    | 2     | 0      | 2                | 0                | 0                | 0                       | 0                       | 0                       | 26    | 2     | 0      |
| Alianza Lima · Perú               | 1.ª           | 2024          | 34    | 4     | 4      | —                | —                | —                | 6                       | 0                       | 0                       | 40    | 4     | 4      |
| Alianza Lima · Perú               | Total club    | Total club    | 34    | 4     | 4      | 0                | 0                | 0                | 6                       | 0                       | 0                       | 40    | 4     | 4      |
| Fluminense F. C. · Brasil         | 1.ª           | 2025          | 16    | 0     | 0      | 13               | 0                | 0                | 10                      | 1                       | 0                       | 39    | 1     | 0      |
| Fluminense F. C. · Brasil         | Total club    | Total club    | 16    | 0     | 0      | 13               | 0                | 0                | 10                      | 1                       | 0                       | 39    | 1     | 0      |
| Total carrera                     | Total carrera | Total carrera | 130   | 6     | 8      | 21               | 0                | 0                | 17                      | 1                       | 0                       | 168   | 7     | 8      |
| 1. 2. 3.                          |               |               |       |       |        |                  |                  |                  |                         |                         |                         |       |       |        |